# Nguyễn Thanh Sơn (Cần Thơ)
Nguyễn Thanh Sơn  sinh ngày 17 tháng 7 năm 1957 tại huyện Giồng Riềng, tỉnh Rạch Giá (nay là tỉnh Kiên Giang); Thạc sĩ khoa học nông nghiệp, Chủ tịch UBND Thành phố Cần Thơ nhiệm kì 2004-2011 thay cho ông Trần Thanh Mẫn là Bí thư Thành ủy Cần Thơ. Ông từng giữ chức Phó Chủ tịch rồi là Phó Chủ tịch thường trực Thành phố Cần Thơ.

## Sự nghiệp
Ngày 14 tháng 4 năm 2011: Ông được Hội đồng nhân dân Thành phố Cần Thơ bầu giữ chức vụ Chủ tịch Ủy ban nhân dân Thành phố Cần Thơ và được Thủ tướng Nguyễn Tấn Dũng phê chuẩn ngày 6 tháng 5 năm 2011.
Ngày 1 tháng 6 năm 2011: Ông giữ chức vụ Phó Bí thư Thành ủy Thành phố Cần Thơ.
Ngày 14 tháng 04 năm 2013: Ông bị đột quỵ.
Ngày 8 tháng 2 năm 2014: Ông được miễn nhiệm vì lý do sức khỏe.